# OGAE Song Contest 1989
El Ogae Song Contest 1989 fue el cuarto Ogae Song Contest realizado, la competición organizada entre los miembros de los cludes nacionales OGAE para seleccionar la mejor canción original cantada en uno de los idiomas oficiales del país del club. 13 canciones compitieron en el concurso, realizado en Berlín en el Alemania.
- Dinamarca y Francia participan en el concurso por primera vez.
- Portugal regresa al evento después de un año de ausencia.

## Ubicación
Berlín (Berlin en alemán ([bɛɐ̯ˈliːn]ⓘ)) es la capital de Alemania y uno de los dieciséis estados federados alemanes. Se localiza al noreste de Alemania. Por la ciudad fluyen los ríos Spree, Havel, Panke, Dahme y Wuhle. Con una población de 3,5 millones de habitantes, Berlín es la ciudad más poblada del país y de Europa Central, así como la primera ciudad en población y la séptima aglomeración urbana entre los países de la Unión Europea.

## Participantes
| OGAE         | Intérprete(s)                   | Canción                                           | Compositor(es)                            | Idiomas    | Traducción al español                |
| ------------ | ------------------------------- | ------------------------------------------------- | ----------------------------------------- | ---------- | ------------------------------------ |
| Alemania     | Nicole Hohloch                  | "Kommst Du Heut' Nacht?"                          | Ralph Siegel / Bernd Meinunger            | Alemán     | ¿Vienes esta noche?                  |
| Bélgica      | Ingeborg                        | "Verlangen"                                       | Stef Bos                                  | Neerlandés | Deseo                                |
| Dinamarca    | Tommy Seebach & Annette Heick   | "Du skælder mig hele tiden ud"                    | Tommy Seebach / Keld Heick                | Danés      | Siempre me estás regañando           |
| España       | Juan Carlos Valenciaga          | "De lunes a viernes"                              | José Manuel Navarro / Pedro Vidal         | Español    | De lunes a viernes                   |
| Finlandia    | Kirka                           | "Surun pyyhit silmistäni"                         | Kassu Halonen / Kisu Jernström / V. Salmi | Finés      | Lo siento en mis ojos                |
| Francia      | Jean-Jacques Goldman            | "Puisque tu pars"                                 | Jean-Jacques Goldman                      | Francés    | Por qué te vas                       |
| Grecia       | Anna Vissi                      | "Ebnefsi" (Έμπνευση)                              | Nikos Karvelas                            | Griego     | Inspiración                          |
| Israel       | Rita                            | "Ani Chaya Li Miyom Leyom" (אני חיה לי מיום ליום) | Chanoch Levine / Rami Kleinshtein         | Hebrero    | Vivo día a día                       |
| Noruega      | Karoline Krüger & Anita Skorgan | "Hjem"                                            | Halvdan Sivertsen / Jonas Fjeld           | Noruego    | Casa                                 |
| Países Bajos | René Froger                     | "Alles kan een mens gelukkig maken"               | Henk Westbroek / Henk Temming             | Neerlandés | Todo puede hacer feliz a una persona |
| Portugal     | Roupa Nova                      | "Vicio"                                           | Ricardo Feghali / Nando                   | Portugués  | Vicio                                |
| Reino Unido  | Kim Wilde                       | "Stone"                                           | Ricky Wilde/ Kim Wilde / Marty Wilde      | Inglés     | Piedra                               |
| Suecia       | Lena Philipsson                 | "Tänd ett ljus"                                   | Lena Philipsson                           | Sueco      | Enciende una vela                    |

## Resultados

### Ganador

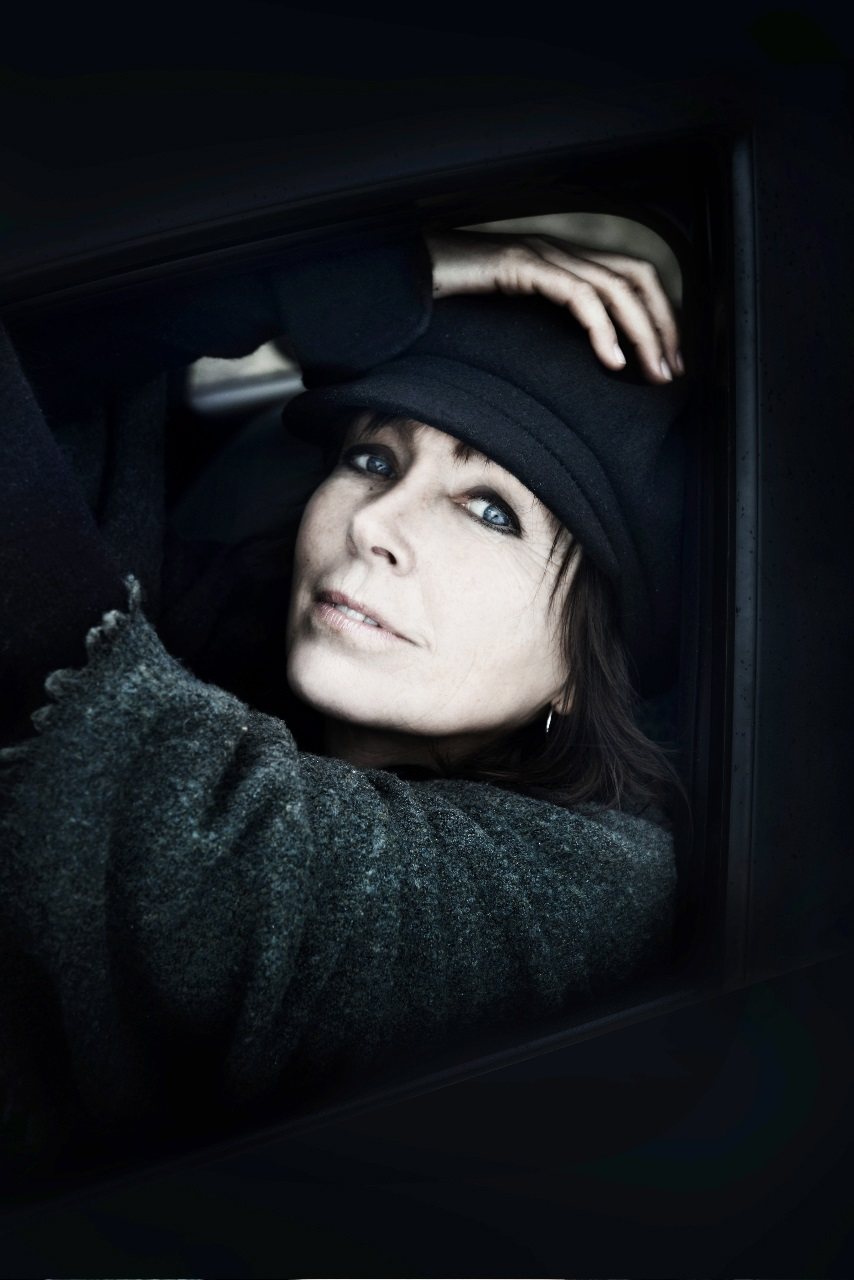
Anita Skorgan ganadora

Los ganadores fueron Karoline Krüger & Anita Skorgan de Alemania por el tema "Hjem" con 93 puntos.
| #  | OGAE         | Intérprete(s)                   | Canción                           | Puesto | Pts. |
| -- | ------------ | ------------------------------- | --------------------------------- | ------ | ---- |
| 01 | Bélgica      | Ingeborg                        | Verlangen                         | 13     | 31   |
| 02 | Noruega      | Karoline Krüger & Anita Skorgan | Hjem                              | 01     | 93   |
| 03 | Dinamarca    | Tommy Seebach & Annette Heick   | Du skælder mig hele tiden ud      | 09     | 49   |
| 04 | Grecia       | Anna Vissi                      | Ebnefsi                           | 07     | 55   |
| 05 | Finlandia    | Kirka                           | Surun pyyhit silmistäni           | 11     | 39   |
| 06 | Suecia       | Lena Philipsson                 | Tänd ett ljus                     | 02     | 76   |
| 07 | Reino Unido  | Kim Wilde                       | Stone                             | 08     | 51   |
| 08 | Alemania     | Nicole Hohloch                  | Kommst Du Heut' Nacht?            | 04     | 71   |
| 09 | Israel       | Rita                            | Ani Chaya Li Miyom Leyom          | 06     | 65   |
| 10 | España       | Juan Carlos Valenciaga          | De lunes a viernes                | 10     | 46   |
| 11 | Francia      | Jean-Jacques Goldman            | Puisque tu pars                   | 03     | 74   |
| 12 | Portugal     | Roupa Nova                      | Vicio                             | 12     | 34   |
| 13 | Países Bajos | René Froger                     | Alles kan een mens gelukkig maken | 05     | 70   |

### Máximas puntuaciones
Número de maxímas puntuaciones obtenido por cada club OGAE
| N.º | A            | De                                           |
| --- | ------------ | -------------------------------------------- |
| 4   | Noruega      | Dinamarca, Reino Unido, Israel, Países Bajos |
| 2   | Suecia       | Alemania, Francia                            |
| 1   | Francia      | Grecia                                       |
| 1   | Alemania     | Noruega                                      |
| 1   | Países Bajos | Bélgica                                      |
| 1   | Israel       | Finlandia                                    |
| 1   | Reino Unido  | España                                       |
| 1   | España       | Portugal                                     |
| 1   | Finlandia    | Suecia                                       |

### Tabla de votaciones
Desglose de votaciones por club OGAE
| Concursantes | Bandera de Bélgica | Bandera de Noruega | Bandera de Dinamarca | Bandera de Grecia | Bandera de Finlandia | Bandera de Suecia | Bandera del Reino Unido | Bandera de Alemania | Bandera de Israel | Bandera de España | Bandera de Francia | Bandera de Portugal | Bandera de los Países Bajos |
| ------------ | ------------------ | ------------------ | -------------------- | ----------------- | -------------------- | ----------------- | ----------------------- | ------------------- | ----------------- | ----------------- | ------------------ | ------------------- | --------------------------- |
| Bélgica      |                    | 2                  | 0                    | 0                 | 4                    | 0                 | 3                       | 8                   | 0                 | 3                 | 5                  | 1                   | 5                           |
| Noruega      | 1                  |                    | 12                   | 2                 | 8                    | 4                 | 12                      | 10                  | 12                | 5                 | 8                  | 7                   | 12                          |
| Dinamarca    | 10                 | 6                  |                      | 0                 | 3                    | 0                 | 10                      | 4                   | 8                 | 1                 | 3                  | 2                   | 2                           |
| Grecia       | 8                  | 0                  | 0                    |                   | 6                    | 8                 | 5                       | 3                   | 2                 | 6                 | 1                  | 10                  | 6                           |
| Finlandia    | 0                  | 1                  | 4                    | 5                 |                      | 12                | 0                       | 7                   | 3                 | 4                 | 0                  | 0                   | 3                           |
| Suecia       | 5                  | 8                  | 1                    | 4                 | 2                    |                   | 6                       | 12                  | 10                | 10                | 12                 | 6                   | 0                           |
| Reino Unido  | 4                  | 3                  | 2                    | 8                 | 0                    | 6                 |                         | 0                   | 6                 | 12                | 10                 | 0                   | 0                           |
| Alemania     | 2                  | 12                 | 8                    | 7                 | 5                    | 10                | 8                       |                     | 7                 | 2                 | 6                  | 3                   | 1                           |
| Israel       | 0                  | 7                  | 5                    | 6                 | 12                   | 5                 | 7                       | 5                   |                   | 0                 | 4                  | 4                   | 10                          |
| España       | 3                  | 4                  | 7                    | 1                 | 0                    | 2                 | 0                       | 2                   | 4                 |                   | 7                  | 12                  | 4                           |
| Francia      | 6                  | 10                 | 6                    | 12                | 10                   | 3                 | 1                       | 1                   | 5                 | 7                 |                    | 5                   | 8                           |
| Portugal     | 7                  | 0                  | 3                    | 10                | 1                    | 1                 | 4                       | 0                   | 1                 | 0                 |                    |                     | 7                           |
| Países Bajos | 12                 | 5                  | 10                   | 3                 | 7                    | 7                 | 2                       | 6                   | 0                 | 8                 | 2                  | 8                   |                             |

### Porcentaje de Votos
Porcentaje del total de votos obtenido por cada club OGAE
| #  | País         | % Votos | % Votos |
| -- | ------------ | ------- | ------- |
| 1  | Noruega      |         | 12.33%  |
| 2  | Suecia       |         | 10.08%  |
| 3  | Francia      |         | 9.82%   |
| 4  | Alemania     |         | 9.42%   |
| 5  | Países Bajos |         | 9.28%   |
| 6  | Israel       |         | 8.62%   |
| 7  | Grecia       |         | 7.30%   |
| 8  | Reino Unido  |         | 6.76%   |
| 9  | Dinamarca    |         | 6.50%   |
| 10 | España       |         | 6.10%   |
| 11 | Finlandia    |         | 5.17%   |
| 12 | Portugal     |         | 4.51%   |
| 13 | Bélgica      |         | 4.11%   |
|    |              |         | 100%    |